# Symplectoscyphus singularis
Symplectoscyphus singularis är en nässeldjursart som beskrevs av El Beshbeeshy 1991. Symplectoscyphus singularis ingår i släktet Symplectoscyphus och familjen Sertulariidae. Inga underarter finns listade i Catalogue of Life.